# National Radio Astronomy Observatory
Le National Radio Astronomy Observatory (NRAO), en français Observatoire national de radioastronomie, est un centre de recherche situé aux États-Unis. Il est financé par la Fondation nationale pour la science pour la radioastronomie (c'est-à-dire l'astronomie des ondes radio). Le NRAO dessine, développe, construit et exploite ses radiotélescopes.

## Réseau de télescopes
Le NRAO gère un réseau de télescopes disséminés dans le monde. 

### Charlottesville
Les quartiers généraux du NRAO se trouvent à l'université de Virginie, en Virginie, aux États-Unis, dans la ville de Charlottesville. De même, le centre scientifique du projet Atacama Large Millimeter Array (ALMA) et le centre technologique du NRAO se trouvent à Charlottesville.

### Green Bank
NRAO est le constructeur et le propriétaire du plus grand radiotélescope complètement mobile du monde : le radiotélescope de Green Bank, qui se trouve à Green Bank (Virginie-Occidentale, États-Unis). Green Bank est le centre de la zone radio silencieuse des États-Unis, donc le NRAO est responsable. Il se situe dans un territoire de 13 000 miles carrés libre de toute pollution électromagnétique.

### Socorro
Le centre du NRAO à Socorro au Nouveau-Mexique s'appelle le Array Operations Center. Situé sur le campus de New Mexico Tech, l'AOC sert de quartiers généraux pour le Very Large Array (VLA), qui a été utilisé dans le film Contact. L'AOC est aussi le centre de contrôle du Very Long Baseline Array (VLBA), dont les télescopes sont disséminés à travers le monde.